# Цінтунся
Цінтунся (кит. спр. 青铜峡市, піньїнь: Qīngtóngxiá Shì) — місто-повіт в Нінся-Хуейському автономному районі, складова міста Учжун.

## Географія
Цінтунся розташовується на висоті понад 1100 метрів над рівнем моря, лежить на річці Хуанхе.

### Клімат
Місто знаходиться у зоні, котра характеризується кліматом пустель помірного поясу. Найтепліший місяць — липень із середньою температурою 23,6 °C. Найхолодніший місяць — січень, із середньою температурою -6,1 °С.
| Клімат Цінтунся         | Клімат Цінтунся | Клімат Цінтунся | Клімат Цінтунся | Клімат Цінтунся | Клімат Цінтунся | Клімат Цінтунся | Клімат Цінтунся | Клімат Цінтунся | Клімат Цінтунся | Клімат Цінтунся | Клімат Цінтунся | Клімат Цінтунся | Клімат Цінтунся |
| Показник                | Січ.            | Лют.            | Бер.            | Квіт.           | Трав.           | Черв.           | Лип.            | Серп.           | Вер.            | Жовт.           | Лист.           | Груд.           | Рік             |
| Середній максимум, °C   | 0,8             | 5,2             | 11,8            | 19,8            | 24,6            | 28,1            | 29,7            | 27,9            | 23,6            | 17,4            | 8,8             | 2,1             | 16,7            |
| Середня температура, °C | −6,1            | −2,2            | 4,3             | 12,1            | 17,7            | 21,7            | 23,6            | 21,6            | 16,5            | 9,9             | 2,4             | −4,2            | 9,8             |
| Середній мінімум, °C    | −11,6           | −8              | −1,7            | 4,9             | 10,8            | 15,4            | 17,8            | 15,1            | 10,7            | 4               | −2,3            | −8,9            | 3,9             |
| Норма опадів, мм        | 1.2             | 1.8             | 4.5             | 9.2             | 18.7            | 24              | 37              | 42.2            | 25.3            | 11.2            | 2.3             | 0.5             | 177.9           |
| Вологість повітря, %    | 47              | 43              | 43              | 39              | 48              | 56              | 63              | 68              | 67              | 59              | 54              | 50              | 53              |
| ----------------------- | --------------- | --------------- | --------------- | --------------- | --------------- | --------------- | --------------- | --------------- | --------------- | --------------- | --------------- | --------------- | --------------- |
| Джерело: data.cma.cn    |                 |                 |                 |                 |                 |                 |                 |                 |                 |                 |                 |                 |                 |